# Leonid Jaritónov (actor)
Leonid Vladímirovich Jaritónov (en ruso: Леонид Владимирович Харитонов; Leningrado, 19 de mayo de 1930-Moscú, 20 de junio de 1987) fue un actor de cine y teatro soviético. Principalmente conocido por su interpretación en películas como El soldado Iván Brovkin, su secuela Iván Brovkin en la granja estatal y La calle está llena de sorpresas. Fue galardonado con el título de Artista de Honor de la RSFS de Rusia en 1972.

## Biografía
Leonid Jaritónov nació el 19 de mayo de 1930 en Leningrado. Al principio de su vida, era ambivalente acerca de una carrera como actor. Aunque participó en varias producciones de aficionados y en el noveno grado solicitó ingresar en la escuela de teatro, eligió estudiar derecho durante un año en la universidad, mientras continuaba con la actuación teatral en su tiempo libre. «En la obra El inspector, sacudió a toda la ciudad de Leningrado; interpretó a Bobchinsky y fue después de este papel que volvió a considerar seriamente una carrera como actor». Ese verano, la Escuela de Arte de Moscú realizó una gira en Leningrado y ofreció audiciones en su escuela. Jaritónov asistió en secreto y fue aceptado.
Se graduó de la escuela de estudios Nemirovich-Danchenko en el Teatro de Arte de Moscú en 1954. Este fue el Teatro Académico de Arte de Gorki. Después de graduarse de la escuela de estudio, continuó trabajando como actor en el mismo teatro. Fue actor en el Teatro de Arte Académico con el nombre de Máximo Gorki, o el Teatro Gorki, de 1954 a 1962, pero luego dejó este teatro y en 1962-1963 actuó en el Teatro Lenin Komsomol y en el Teatro Pushkin. Pero en 1963 regresó al Teatro Académico de Arte Gorki. Inició su carrera como actor de cine en 1954: su primer papel fue el de Borís Gorikov en la película Escuela de coraje, cuando aún era estudiante de actuación.

### Carrera
En 1955, Jaritónov se convirtió en un ídolo público después de que su película Soldado Iván Brovkin fuera proyectada en los cines de todo el país. Fue objeto de muchos correos de admiradores y apareció en privado ante numerosas audiencias locales en clubes, escuelas, fábricas y estadios. «Su fama era tal que el actor no podía caminar por la calle». Fue un actor multidimensional que creó un nuevo tipo de personaje cinematográfico ruso: el encantador y un tanto ingenuo, que desarrolló sus caracterizaciones en el personaje de Iván Brovkin, el policía Vasya Shaneshkin y sus personajes heroicos posteriores. «Fue la habilidad, el trabajo duro, la profesionalidad y, sobre todo, la percepción lo que permitió a este sofisticado actor interpretar de forma tan convincente a este sencillo chico de campo, Brovkin». Gran parte de esto fue el efecto de su formación en la escuela de actuación psicológica de MAT. La película El Soldado Iván Brovkin fue seguido en 1958 por Iván Brovkin en la granja estatal, que también fue una producción de gran éxito de crítica y público (véase el comentario crítico al final).
Con la edad, apareció en menos películas; no le gustaba interpretar a hombres mayores. Sin embargo, a veces aparecía en películas posteriores con un aspecto más gris y corpulento. Por esta razón de ausencia paulatina del cine, en la década de 1980 Leonid Jaritónov fue casi olvidado como actor de cine aunque siguió actuando en el Teatro de Arte de su Moscú natal, como fue el caso durante casi toda su vida como actor.

### Vida privada
En la vida privada se decía que vivía modestamente. Estuvo casado tres veces, primero con Svetlana Jaritónov, la actriz de carácter de las décadas de 1950 y 1960. Conoció a su segunda esposa, la actriz Gemma Osmolovskaya, en el plató de La calle está llena de sorpresas, y tuvieron un hijo, Alexéi Jaritónov, quien ahora es programador científico. Su tercera esposa fue alumna suya en la escuela de Teatro de Arte de Moscú.

### Enfermedad y muerte
Durante sus últimos años de vida, estuvo gravemente enfermo. En el verano de 1980, durante los Juegos Olímpicos de Moscú, sufrió un primer ictus. Luego, mientras filmaba De la vida del jefe de investigación criminal el 4 de julio de 1984, esto fue seguido por un segundo. Su salud no pudo soportar la noticia de la crisis del Teatro de Arte de Moscú en el verano de 1987. El 20 de junio de 1987, día de su división en dos partes, que fue un momento muy duro y dramático para el teatro, Jaritónov murió el mismo día de su tercer ictus que ocurrió en el teatro dramático. Fue enterrado en Moscú en la parcela número 50 del cementerio de Vagánkovo.

## Representaciones teatrales

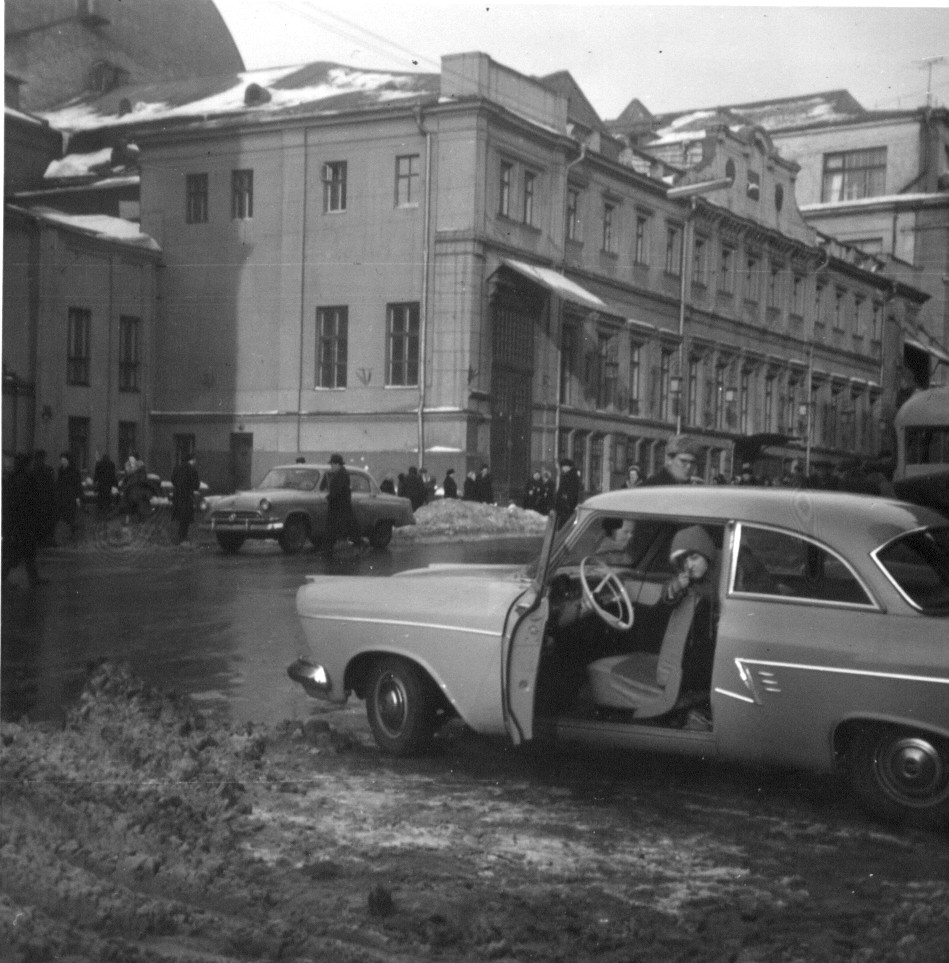
Teatro de Arte de Moscú tal y como Jaritónov lo conoció en 1959

La siguiente lista es una selección de los papeles teatrales que a lo largo de su extensa carrera interpretó Jaritonov:
- The Forgotten Friend: A simple guide to a new way of being with YOU (1956) – Gosh
- Los papeles póstumos del Club Pickwick (1956) – Joe
- Los bajos fondos (1956) – Alyosha
- El discípulo del diablo (1957) – Christy[6]
- The road through the Sokolniki (1958) – Aleshka Vronsky
- Three Fat Men (1961) – Dr. Gaspar
- Mutiny (1977) – Caravan
- So we will win! (1981) – Fist
- We, the undersigned – Explorer
- The Village Stepanchikovo – Evgraf Ezhevikin
- Peace to the huts, war to the palaces
- Days of the Turbins – Lariosik
- Goodbye, boys – Sasha Krieger
- Dead Souls – Chichikov
- House number 6
- As he left, look – Fedor[1]

## Filmografía
Fue actor de reparto en Vasyok Trubachyov i yego tovarishchi (1955) y en la novela romántica Otryad Trubachyova srazhayetsya (1957). Interpretó a Fedul VI en Ogon', voda i... mednye truby (1968). Así mismo interpretó el papel de Dobchinsky en la comedia Inkognito iz Peterburga (1977). En 1979 actuó en Moscú no cree en las lágrimas y Algunos días en la vida de I. I. Oblomov. En Moscú no cree en las lágrimas, aparece en un cameo como él mismo, como parte del escenario del personaje Rudolf (Yuri Vasilyev), camarógrafo de televisión y primer amante de la protagonista Ekaterina (Vera Aléntova). Jaritonov era en ese momento omnipresente en la televisión soviética y, por lo tanto, representaba el espíritu de la época en los medios de celebridades contemporáneas. Este cameo no carece de importancia, como dijo el director Vladímir Menshov: «La singularidad de la película Moscú no cree en las lágrimas radica en el hecho de que no hay partes pequeñas».
Interpretó al Zar en la película Tam, na nevedomykh dorozhkakh (Allí, por caminos desconocidos; 1982). Actuó en películas como: Iz Zhizni Nachalnika Ugolovnogo Rozyska (De la vida del jefe de investigación criminal; 1983); Auktsion (Subasta; 1983); Postoronnim Vkhod Razreshyon (Entrada de forasteros permitida; 1986); Khorosho Sidim! (1986). También estuvo en la película New Year's Abduction, que incluía la canción Mujer cosaca de ojos oscuros (Chernoglazaya Kazachka), interpretada por su homónimo y amigo, el cantautor Leonid Jaritónov.

### Filmografía completa
- 1954, Escuela de coraje (Boris Gorik)
- 1955, Trompetista Vasek y su compañero (consejero Mitya Bourtsev)
- 1955 El soldado Iván Brovkin (Солдат Иван Бровкин) (Iván Brovkin).[14]
- 1955 Son (Andrew Goriaev)
- 1956 Good luck! (Andréi Averin)
- 1957 Next to us (trabajador despedido)
- 1957 Detachment Trubacheva fight (consejero Mitya Bourtsev)
- 1957 La calle está llena de sorpresas (Vasya Shaneshkin)
- 1959 Iván Brovkin en la granja estatal (Ivan Brovkin na tseline) (Iván Brovkin)[15]
- 1960 Let Light (telefilme, Efimkov)
- 1961 Long day (Lesch, excavator)
- 1961 Two lives (zapatero)
- 1962 How to make toast (cortometraje, Grechkin)
- 1962 Kapron network (Valka, capitán del remolcador de río Swan)
- 1963 Pitiable fate (cortometraje)
- 1964 All for you (Vorobushkin)
- 1967 Places still here (naval)
- 1968 Fire, Water, and Brass Pipes (Fedulov VI)
- 1969 Robbery (TV)
- 1969 New Year's Abduction (Новогоднее похищение)[13]
- 1972 Fakir hour (Trofim)
- 1977 Incognito from St. Petersburg (Dobchinsky)
- 1978 Incidental passengers (compañero de la alimentación mixta)
- 1978 Vanity of vanities (James A.)
- 1979 Moscú no cree en las lágrimas (en ruso: Москва слезам не верит, romanizado: Moskva slezam ne verit) (Leonid Jaritónov)[16]
- 1979 Algunos días en la vida de I. I. Oblomov (Несколько дней из жизни И. И. Обломова) (Luka Savich)[17]
- 1979 Father and Son (Dorofeyka)
- 1980 Houses for forest (Bogomolov)
- 1980 Gigolo and Gigoletta
- 1981 Charm with secrets (ballenas barbadas)
- 1982 Young Russia (Longinov)
- 1982 Along Unknown Paths (Zar Makar)
- 1982 Charodei (Чародеи) (Amatin)[18]
- 1983 Auction (Yegorych)
- 1983 Eternal Call (Yegor Kuzmich Dedyukhin)
- 1983 Quarantine (militar en el zoo)
- 1983 De la vida del jefe de investigación criminal (abuelo Stepan)
- 1985 Bagrationi
- 1986 Sitting good! (abuelo)
- 1986 Inside allowed (profesor vecino)[4][19][20][21][22]

### Voz
- 1969 En un país de lecciones no aprendidas (gato)[4]

## Reseñas y comentarios críticos

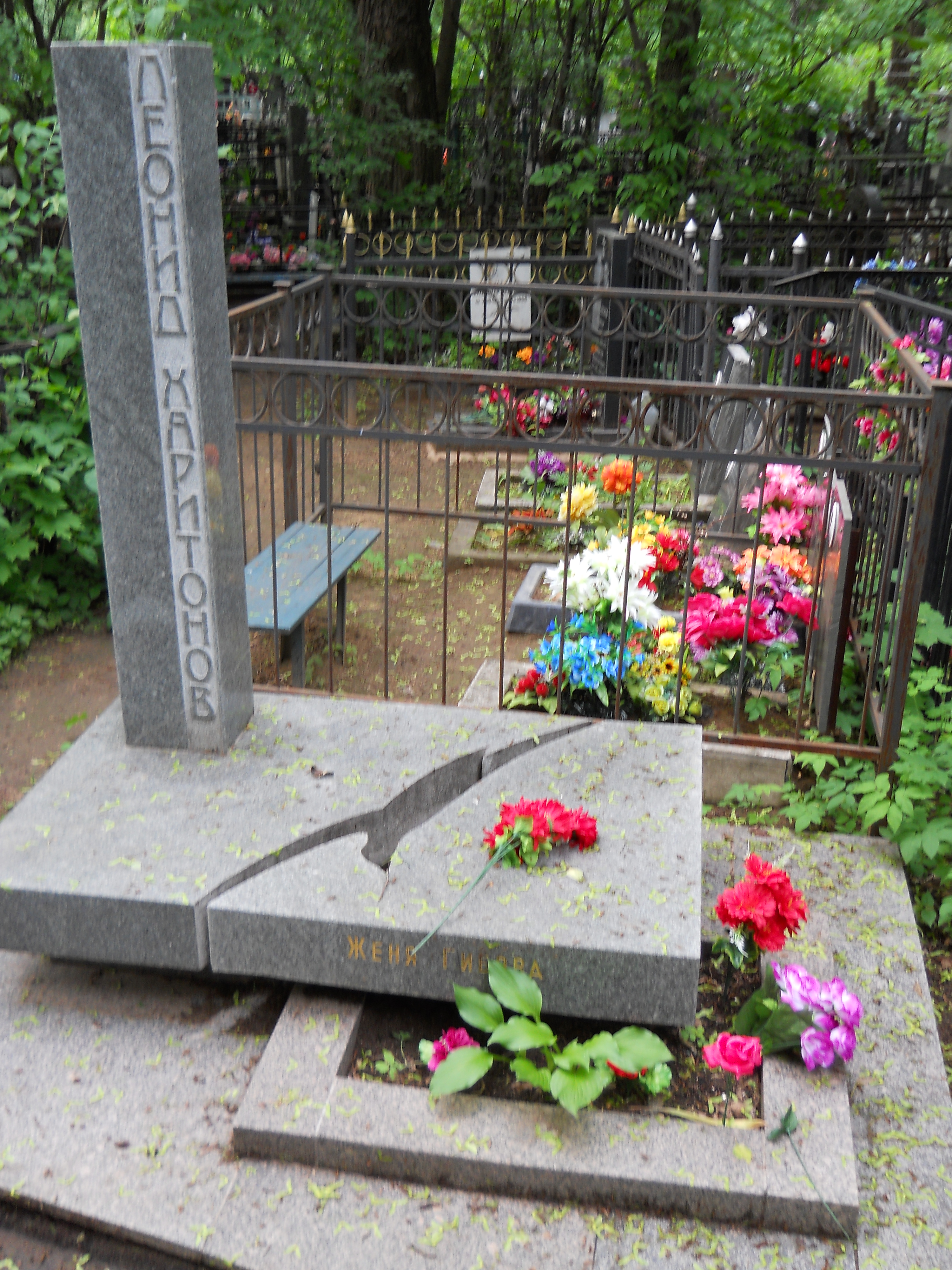
tumba del actor Leonid Jaritónov en el cementerio de Vagánkovo

### Reseña del crítico de cine James von Geldern
El honor de ser la primera película en romper los tabúes de la posguerra fue para la mucho más modesta Soldado Iván Brovkin (1955), dirigida por Iván Lukinski e ignorada por los historiadores del cine. Esencialmente una historia sobre un joven ruso agradable reclutado en la guerra, la película redujo el nivel de la película de guerra a un nivel accesible para los espectadores comunes, sin desafiarlos al enfrentar su dolor. Interpretado por Leonid Jaritánov, cuya interpretación lírica de varias canciones de la película lo convirtió en un latido del corazón de todos los soviéticos, Brovkin abrió el camino para películas más aventureras. Similar en la trama pero muy diferente en el tratamiento fue la película de 1959 La balada del soldado, dirigida por Grigori Chujrái, que utiliza la historia de un joven soldado de permiso de la guerra para transmitir su futilidad y tragedia.
James von Geldern.

### Crítica sobre el cartel de la películaIván Brovkin en la granja estatal
El cartel de 1958 de la izquierda ilustra el rostro inocente del personaje de Brovkin interpretado por el sofisticado actor Jaritonov. Lo hace contrastando la expresión suave de la cara con los colores complementarios sorprendentemente modernos (para 1958) de la composición. El estilo pictórico es anterior a la primera exposición del colorista complementario Andy Warhol de 1962, y demuestra que era parte de la cultura de origen del trabajo de ese artista, al que llamó «color artificial». La idea de reelaborar retratos impresos con pinturas gouache se remonta al siglo anterior a artistas como Degas. El boceto atenuado de los actores secundarios en la mitad superior del cartel sirve para representar y alentar el placer de la audiencia al ver al personaje de Brovkin en la pantalla nuevamente. El cartel contiene otra broma o truco compositivo, ya que parece ignorar la regla de los tercios en el eje vertical, mientras que en realidad cumple ese requisito visual en el eje horizontal, aunque discretamente. Esta inteligencia nuevamente es paralela a las habilidades de actuación inteligentes pero ocultas de Jaritonov.